# T-70
T-70 je bio sovjetski tenk koji se proizvodio tijekom 1942. i 1943. godine

### Nastanak
Bez obzira na kratkoročni uspjeh postignut od tenka T-60 vojsci su bile veoma jasne njegove slabosti. Zbog toga se 1942. godine pokreće proizvodnja novog tenka imena T-70 koji je trebao biti poboljšana verzija neuspješnog T-50 i djelomično uspješnog svog prethodnika. Pravi razlog nastanka T-60 i ovog tenka se prije svega nalazi u ratnoj upotrebi malenih tvornica koje nisu u stanju proizvoditi dijelove za tenk T-34 ili KV-1 .

### Oprema i mogućnosti upotrebe
U odnosu na prethodnika oklop ovog tenka je gotovo dupliran na 60 mm što mu je pri ratnoj upotrebi dalo veću izdržljivost na protivničke projektile. S druge strane proizvest tijekom 1942. godine novi tenk s topom od samo 45 mm je bilo nedostatno za bilo koju ozbiljniju upotrebu što drastično skraćuje proizvodno razdoblje T-70. Za samo godinu dana od izlaska ovog tenka s proizvodne trake dolazi do uredbe o pokretanju njegovog nasljednika koji će nosit ime T-80 laki tenk .
Mogućnost protupješačke upotrebe ovog tenka je bila razmatrana i odbačena sa zaključkom da je za to bolja motorozirano topništvo zbog čega dolazi do prestanka njegove proizvodnje nakon proizvedenih nešto više od 8000 primjeraka u listopadu 1943. godine.
Jedini učinkoviti ratni posao za proizvedene primjerke ovog tenka su bili izviđački poslovi kada se i od njih odustaje zbog dostave izviđačkih američkih vozila.